# Maria d'Apparecida
Maria d'Apparecida, de son vrai nom Maria d'Apparecida Marques, née le 17 janvier 1926 à Rio de Janeiro, et morte le 4 juillet 2017 à Paris, est une cantatrice puis chanteuse de musique populaire brésilienne.
Sa carrière de cantatrice se déroula en France et en Europe.

## Biographie
Maria d'Apparecida naît à Rio de Janeiro le 17 janvier 1926, sur le certificat de baptême n'apparaît que le nom de sa mère Dulcelina Marques qui est une employée de maison noire. Maria ne connaîtra jamais l'identité de son père biologique qui était le fils d'une famille aisée et blanche de São Paulo. 
Métisse donc, Maria est élevée dans une famille catholique qui, au décès de sa mère alors qu'elle n'a que 7 ans, la considère comme une fille de la famille sans toutefois l'adopter officiellement. Elle reçoit une éducation complète incluant l'étude du piano, de la danse et du français. A 20 ans elle est institutrice dans un quartier excentré de Rio mais sent qu'elle n'est pas faite pour ce métier. Elle suit des cours de chant, obtient de nombreux prix en tant que chanteuse lyrique, côtoie le milieu artistique carioca et gagne le concours de "La plus belle métisse du Brésil". Parallèlement à son travail d'institutrice elle devient animatrice de radio et donne des concerts lyriques. En 1948, elle acquiert de l'expérience en tant qu'actrice au Black Experimental Theatre. 
Consciente qu'en tant que noire elle ne peut pas envisager une carrière lyrique au Brésil, elle décide de chanter en Europe dès 1955 accompagnée par le pianiste-compositeur Waldemar Henrique. Elle a 30 ans  quand elle s'installe définitivement à Paris où, après des débuts difficiles, elle termine sa formation au CNSM. 
Elle rencontre fin des années 50 le peintre décorateur Félix Labisse, artiste reconnu qui tombe sous le charme de cette belle métisse qui désormais deviendra sa muse, et restera au long d'une relation passionnée, l'amante et l'amie jusqu'au bout. Elle entame une carrière d'artiste lyrique et se produit en France et à l'étranger. En 1965 elle obtient une double consécration en chantant d'abord Carmen au Théâtre Municipal de Rio et ensuite en étant la première chanteuse afro-brésilienne à interpréter Carmen à l'Opéra de Paris. 
En décembre 1974, alors qu'elle est en compagnie d'une personnalité importante (dont l'identité n'est toujours pas connue), elle est victime d'un grave accident de voiture qui l'oblige à rester de longs mois à l'hôpital. Incapable de reprendre un rôle d'opéra complet, elle oriente sa carrière vers la MPB, Musique Populaire Brésilienne. En 1977 alors qu'elle a officiellement 41 ans - mais en réalité 51 ans puisqu'elle a changé sa date de naissance et s'est rajeunie de 10ans ! - elle inaugure un nouveau répertoire et enregistre avec le prestigieux guitariste Baden Powell un disque qui obtient un grand succès commercial. Durant une vingtaine d'années, après ses enregistrements classiques, elle enregistre 12 disques en portugais et en français . Ambassadrice de la musique brésilienne en France et en Europe, elle est distinguée à plusieurs reprises par des prix et des décorations. 
En 1985, elle participe au projet La chanson de la vie, chanson caritative pour l'association CARE France créée par Marie-Claire Noah, composé par Alice Dona, sur un texte de Claude Lemesle. La particularité de ce projet est de faire enregistrer cette chanson caritative uniquement à des femmes, chose qui ne s'était jamais encore faite en France à cette époque. Sur le disque, qui sort en format Maxi 45 tours, hormis Alice Dona elle-même, on peut entendre 24 autres chanteuses : Isabelle Aubret, Barbara, Marie-Paule Belle, Bibie, Jane Birkin, Nicole Croisille, Claire D'Asta, Dorothée, Julie Pietri, Catherine Lara (au violon), Nathalie Lermitte, Jeane Manson, Isabelle Mayereau, Milva, Marie Myriam, Nicoletta, Vivian Reed, Ginette Reno, Sheila, Stone, Linda De Suza, Michèle Torr et Rika Zaraï.
Elle cesse de chanter vers la fin des années 1990. Désormais elle choisit la discrétion, se consacre à des œuvres charitables, approfondit sa foi chrétienne et cultive de nombreuses amitiés. Elle retourne pour la dernière fois au Brésil en 2013.
L'âge venant elle s'isole peu à peu, en 2015 elle rompt tous liens avec son entourage et à 91 ans, elle meurt le 4 juillet 2017 dans son appartement au 19 rue Auguste Vacquerie à Paris. Elle ne sera enterrée que deux mois plus tard après être restée à l'Institut Médico Légal. 
Maria d'Apparecida avait émis le vœu d'être enterrée au côté de Félix Labisse à Douai, une ville chère à son cœur puisqu'elle a donné un tableau important du peintre au Musée de la Ville. L'association des amis de Maria d'Apparecida a notamment pour but, outre de promouvoir ses productions artistiques, de permettre le transfert du corps de Bagneux vers Douai, d'accéder à ses archives personnelles bloquées dans un garde-meuble depuis son décès, et d'apposer une plaque commémorative sur l'immeuble où elle a vécu.  

## Distinctions
- Grand Prix de l'Académie Lyrique Orphée d'Or
- Prix "Premier printemps de Suède"
- "Grand Prix 1972 catégorie Musique Folklorique, de l'Académie du disque Français"
- Légion d'honneur en 1988
- Médaille Rio Branco décernée par le gouvernement Brésilien
- Médaille de la Ville de Paris

## Discographie
- Canta o Brasil (1972)
- Maria d'Apparecida chante Baden Powell (1977)
- Construction (1978)
- O Brasil (1980)
- O Brazil (1984) (compilation de titres de Construction et O Brasil)
- Brasileirissimo (1989)
- Couleur Brésil (1989)

## Sources
Livre : Maria d'Apparecida, une Maria pas comme les autres, de Mazé Torquato Chotil, publiée en 2019 (version française : Bernard Chotil). éditée par l'association les Amis de Maria d'Apparecida. Ce livre a fait l'objet d'une ré-interprétation sous forme de bande dessinée, sous le crayon de Clara Chotil, en 2022 (édition Actes Sud l'An 2)